# Polvision
Polvision ist der größte polnischsprachige Fernsehsender außerhalb Polens. Er wird aus Chicago gesendet und erreicht neben Chicago und Umgebung auch die Staaten Nordillinois und Südwisconsin.
Gegründet wurde der Sender 1989 von dem Millionär Walter Kotaba, der bis heute der Inhaber ist.
Nach eigenen Angaben wird der Sender von über 600.000 Menschen regelmäßig gesehen.